# Rhodesiella femorata
Rhodesiella femorata är en tvåvingeart som först beskrevs av Walker 1859.  Rhodesiella femorata ingår i släktet Rhodesiella och familjen fritflugor. Inga underarter finns listade i Catalogue of Life.